# Egy Maulana Vikri
Egy Maulana Vikri, né le 7 juilliet 2000  à Medan, est un footballeur international indonésien. Il joue au poste de milieu offensif au FK Senica.

## Biographie

### En club
Le 11 mars 2018, il s'engage avec Lechia Gdańsk en Pologne. Il joue son premier match le 22 décembre 2018, contre le Górnik Zabrze. Il joue la supercoupe de Pologne 2019 contre le Piast Gliwice, en entrant en jeu en toute fin de match (victoire 3-1).
Le 30 août 2021, il signe avec les slovaques du FK Senica. Il joue son premier match le 12 septembre 2021 contre le FK Pohronie en championnat. Le 27 novembre 2021, il marque ses deux premiers buts, contre le MŠK Žilina (score : 2 - 2).

### En sélection
Avec les moins de 19 ans, il participe au championnat d'Asie des moins de 19 ans en 2018. Lors de cette compétition organisée dans son pays natal, il joue trois matchs. Il se met en évidence en marquant un but et en délivrant une passe décisive en phase de poule contre le Taipei chinois. L'Indonésie s'incline en quart de finale face au Japon.
Il reçoit sa première sélection en équipe d'Indonésie le 14 janvier 2018, en amical contre l'Islande (défaite 1 - 4). Il délivre sa première passe décisive le 3 juin 2021, contre la Thaïlande (score : 2 - 2). Il inscrit son premier but le 11 octobre 2021, contre le Taipei chinois (victoire 0 - 3).
En fin d'année 2021, il participe au championnat d'Asie du Sud-Est. Lors de cette compétition organisée à Singapour, il joue trois matchs. Il se met en évidence en marquant un but en demi-finale contre le pays organisateur, puis un autre but lors de la finale retour contre la Thaïlande.

## Palmarès
Indonésie
- Championnat d'Asie du Sud-Est (0) :
  - Finaliste : 2021.

 Lechia Gdańsk
- Supercoupe de Pologne (1) :
  - Vainqueur : 2019.